# Yahoo!基金
Yahoo!基金（ヤフーききん）は、LINEヤフー（Yahoo! JAPAN）が、自然災害や感染症に対する支援、およびインターネットやIT技術の利活用を通じた市民活動の支援を行う任意団体（非営利）である。
本項目ではインターネット上で寄付可能なサービスであるYahoo!ネット募金についても記述する。

## 概要
Yahoo!基金は、Yahoo! JAPANのサービス開始10周年を記念し、持続可能な社会の実現を目指そうと、ヤフー（現：LINEヤフー）により2006年6月に任意団体として設立された。「自然災害や感染症に対する支援」「インターネットやIT技術の利活用を通じた市民活動の支援」をテーマに活動する。
Yahoo!ネット基金は、2004年に発生した新潟県中越地震をきっかけに開始された、インターネット上で簡単に寄付可能としたサービスであり、国内外を問わず甚大な災害に対して寄付を行う「緊急災害募金」、およびNPO等の団体が寄付を募るといった形態がある。緊急災害募金の中では、東日本大震災の寄付額は過去最高額の13億7,000万円以上だったという。なお、2024年1月1日の能登半島地震の募金の寄付額はこれを上回った（1月29日現在約16億8,000万円）。